# Zona cero

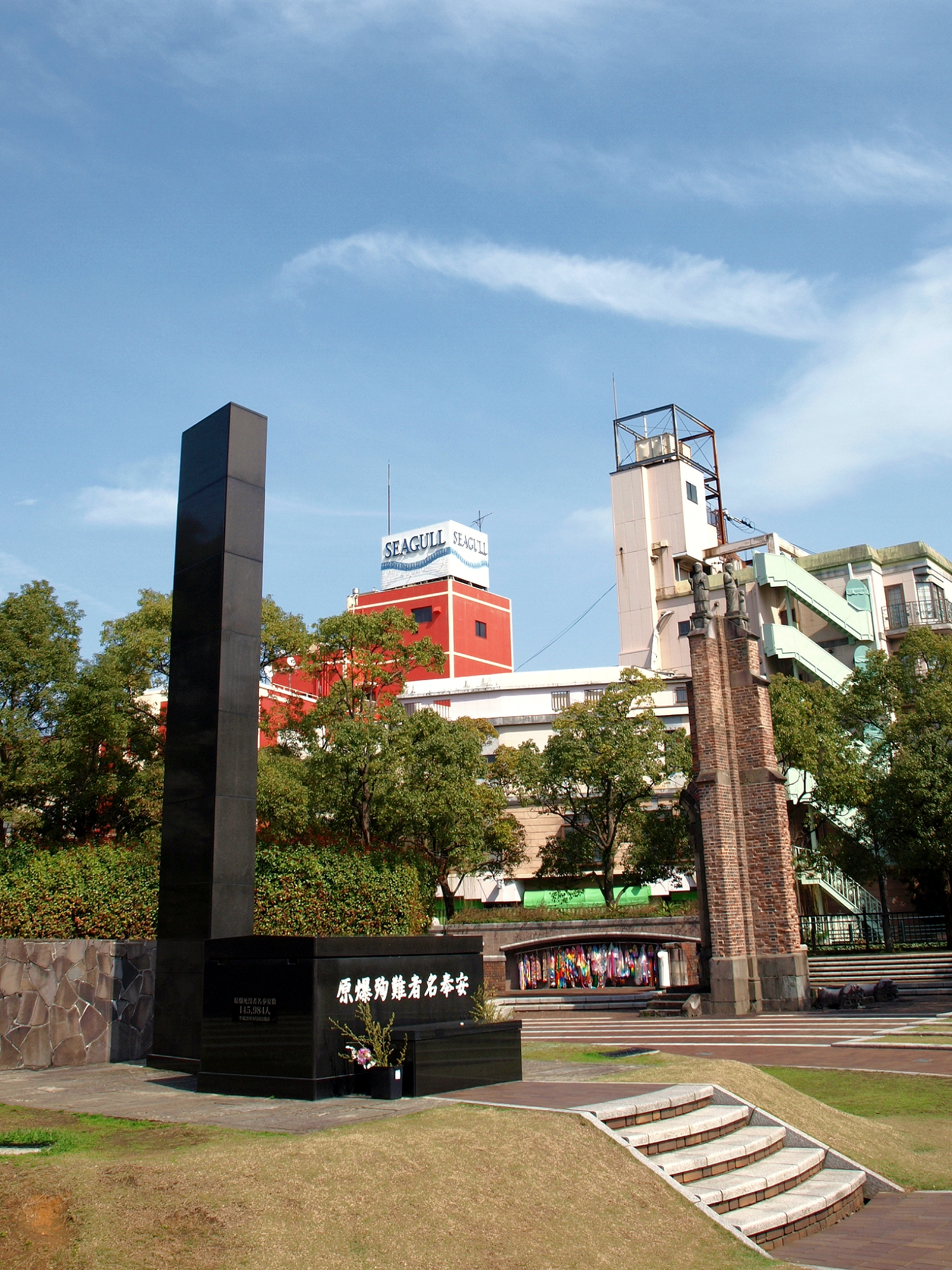
La zona cero de Nagasaki.

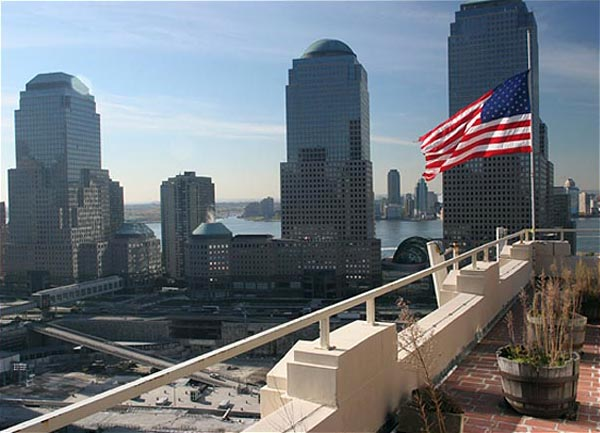
La zona cero de Nueva York.

Zona cero se le denomina a un lugar concreto donde ha habido un gran impacto. Así como la zona donde estaban ubicadas las torres gemelas en Nueva York y que ahora es conocida como Ground Zero, que en español se traduce como Zona Cero. El término zona cero se diferencia del término punto cero en que este último también puede estar situado en el aire, bajo tierra o bajo el agua.
Esta tiene su primer uso en relación con el Proyecto Manhattan y el bombardeo de las ciudades japonesas de Hiroshima y Nagasaki. Así, el Diccionario de Inglés Oxford cita el uso de este término definiéndolo como la parte de tierra o suelo inmediatamente debajo de una explosión de bomba en el caso de un arma nuclear.
Posteriormente y (luego de la caída de la URSS y del comienzo de los tratados START) tras un largo período sin usarlo, la prensa y el gobierno estadounidense volvieron a adoptar la expresión zona cero (en su versión inglesa, ground zero) para denominar al solar en el que se encontraban los dos edificios principales del World Trade Center de Nueva York, las 
Torres Gemelas, tras los atentados del 11 de septiembre de 2001.
A partir de entonces, la prensa tiende a usar esta expresión para designar la zona de mayor alcance o máxima devastación en tragedias, accidentes y ataques de casi cualquier tipo como podrían ser el epicentro de un terremoto, la zona de impacto de un maremoto en la costa, etc.